# Prangthip Chitkhokkruad
Prangthip Chitkhokkruad (* 3. März 2001 in Udon Thani) ist eine thailändische Hochspringerin.

## Sportliche Laufbahn
Erste internationale Erfahrungen sammelte Prangthip Chitkhokkruad bei den Jugendasienmeisterschaften 2017 in Bangkok, bei denen sie mit übersprungenen 1,65 m den fünften Platz belegte. 2018 nahm sie an den Juniorenasienmeisterschaften in Gifu teil und wurde dort mit 1,72 m Sechste. Ende August nahm sie erstmals an den Asienspielen in Jakarta teil und belegte dort mit 1,70 m den geteilten elften Rang. Im Jahr darauf erreichte sie bei den Südostasienspielen in Capas mit 1,75 m Rang sieben.